# 451

451(사백오십일)은 450보다 크고 452보다 작은 자연수다.

## 수학
- 합성수로, 그 약수는 1, 11, 41, 451이다. 진약수의 합은 53이므로, 451은 부족수다.
  - 139번째 반소수다. 앞의 반소수는 447, 다음 반소수는 453이다.
- 11번째 십각수다. 앞의 십각수는 370, 다음 십각수는 540이다.
- {\displaystyle 451=6^{2}+7^{2}+8^{2}+9^{2}+10^{2}+11^{2}}
  - 연속하는 자연수 6개의 제곱합으로 나타낼 수 있으며, 이 성질을 지닌 앞의 수는 355, 다음 수는 559다.
- {\displaystyle 2^{20}-1}은 451로 나누어떨어진다.

## 과학·기술
- NGC 451(영어판): 물고기자리 방향에 있는 나선 은하.
- HTTP 451 (Unavailable For Legal Reasons→법적 이유로 이용 불가): 정부기관의 검열 등 법적 이유로 인해, 사용자가 요청한 자료를 가져올 수 없음을 뜻하는 HTTP 상태 코드.

## 교통

### 철도
- 수도권 전철 4호선 고잔역의 역번호.

### 도로
- 고속도로 및 국도
  - 일본 451번 국도(일본어판): 홋카이도 루모이시에서 다키카와시까지 이어지는 일본의 국도.
  - 중부내륙고속도로지선의 노선 번호.
- 기타 도로
  - 451번 지방도: 강원특별자치도 홍천군 두촌면에서 인제군 상남면까지 이어지는 대한민국의 지방도.
  - 현도 제451호선

## 군사
- U-451(영어판): 제2차 세계 대전에 사용된 나치 독일의 군용 잠수함.

## 문화유산
- 대한민국의 보물 제451호: 안동 태사묘 삼공신 유물 일괄
- 대한민국의 사적 제451호: 화성 마하리 고분군

## 작품
- 《화씨 451》: HTTP 451에서 유래한 소설.

## 기타
- 연도: 451년, 기원전 451년